# Conde de Santa Cruz

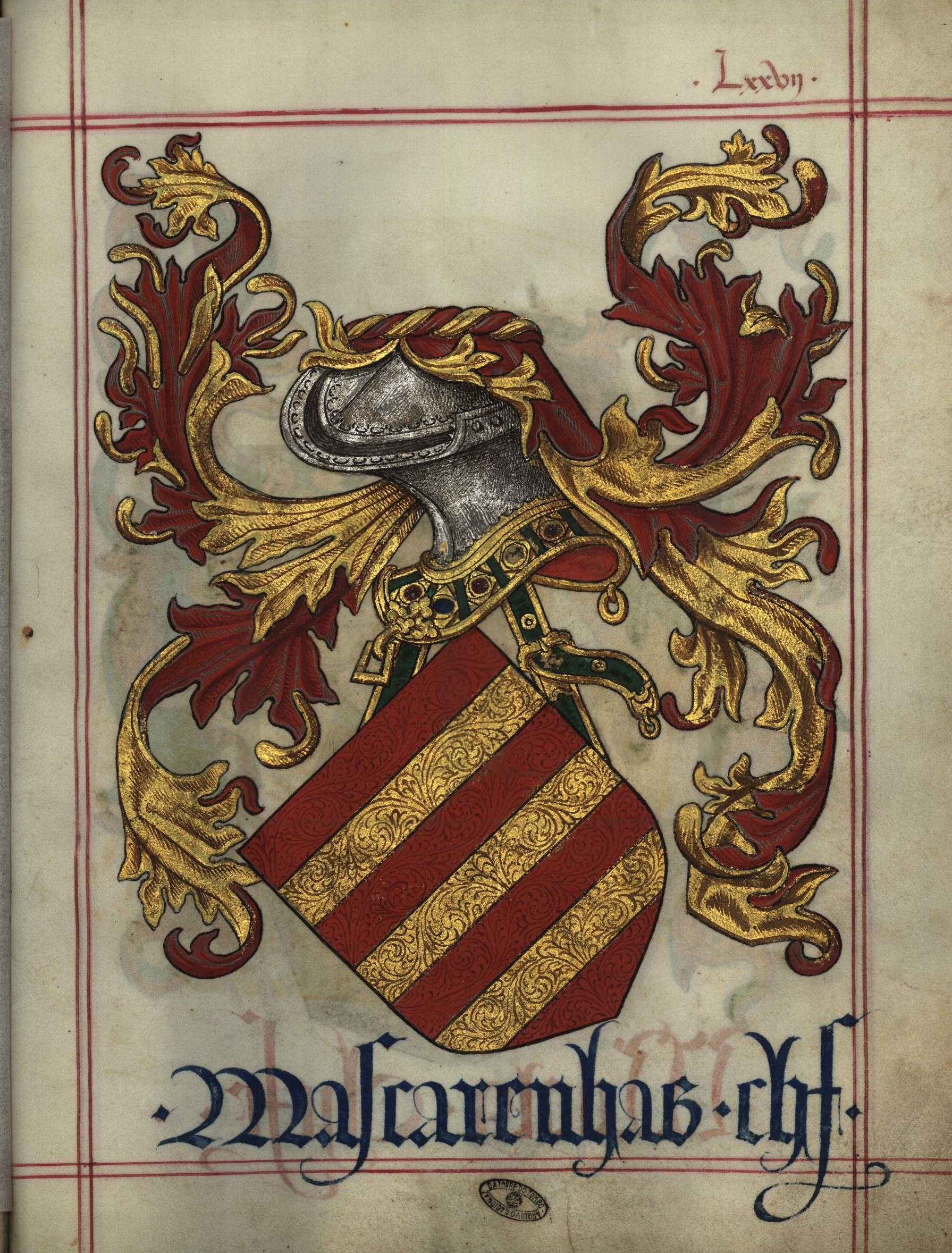
Armas de Mascarenhas chefe, in Livro do Armeiro-Mor (fl 77^{v}) (1509). Armas dos Mascarenhas condes de Santa Cruz

O título de Conde de Santa Cruz foi um título nobiliárquico de Portugal. Foi criado por Filipe II de Portugal por carta de 3 de outubro de 1593, a favor de D. Francisco Mascarenhas. O título esteve sempre associado à família Mascarenhas.

## Condes de Santa Cruz (1593)
Em 1691, a viúva do 5.º conde de Santa Cruz, D. Teresa Moscoso Osório, (c.1660–?), foi elevada a Marquesa de Santa Cruz por D. João V enquanto aia dos príncipes de Portugal.
Os Mascarenhas condes de Santa Cruz vieram a herdar o marquesado de Gouveia e, por fim, o ducado de Aveiro.

### Titulares
1. D. Francisco de Mascarenhas (c.1530–1608), 1.º conde de Vila da Horta, título depois mudado em 1.º conde de Santa Cruz; foi governador da Índia
2. D. Martinho de Mascarenhas (1570–?)
3. D. Beatriz Mascarenhas (1610–?), casou com com João Mascarenhas, conde consorte de Santa Cruz
4. D. Martinho Mascarenhas (1630–1676)
5. D. João Mascarenhas (1650–1691)
6. D. Martinho Mascarenhas (1681–1723), foi também 3.º marquês de Gouveia, casado com Inácia Rosa de Távora, filha de António Luís de Távora, 2.º marquês de Távora
7. D. João Mascarenhas (1699–?), foi também mordomo-mor e 4.º marquês de Gouveia, forçado a renunciar à sua casa e títulos devido a ter fugido de Portugal por adultério, já que, apesar de casado, decidiu viver maritalmente com uma mulher também já casada
8. D. José Mascarenhas da Silva e Lancastre (1708–1759), foi também 5.º marquês de Gouveia e 8.º duque de Aveiro, executado na sequência do processo dos Távoras, tendo os bens confiscados
9. D. Martinho Mascarenhas (1740–1804), foi também 6.º marquês de Gouveia. Foi o último conde de Santa Cruz por ter sido esse título extinto devido ao processo dos Távoras

### Armas
As armas dos Mascarenhas condes de Santa Cruz eram: de vermelho, três faixas de ouro. Timbre: um leão de vermelho, armado e lampassado de ouro.
Estas armas encontram-se no Livro do Armeiro-Mor (fl 77v), no Livro da Nobreza e Perfeiçam das Armas (fl 14r), no Thesouro de Nobreza (fl 25r), etc.
Encontram-se tambem na Sala de Sintra.

## Pós-Monarquia
Depois da implementação da República e o fim do sistema nobiliárquico, tornou-se pretendente deste título historicamente extinto D. Jaime Roque de Pinho de Almeida.